# Johnny Christopher
John Lee Christopher Jr.  (nacido en 1943 en Atlanta (Georgia)) es un cantante, guitarrista, músico de sesión y compositor estadounidense, conocido fundamentalmente por sus trabajos de composición para Elvis Presley.

## Carrera musical
Entre los sencillos publicados como solista por Christopher destacan temas como "(She's A) Girl Of Many Colors / The Teacher And The Pet" (1969) y "Love Stuff" (1972).
Como compositor, escribió "Mama Liked the Roses" para Elvis Presley y coescribió "Always on My Mind" con Mark James y Wayne Carson, canción lanzada por primera vez por Gwen McCrae en 1972. Brenda Lee y Elvis Presley también grabaron y lanzaron la canción en 1972. La canción ha sido versionada por varios artistas conocidos, incluidos John Wesley Ryles y los Pet Shop Boys. Por la versión de 1982 de Willie Nelson, Christopher, James y Carson ganaron el Premio Grammy en las categorías de Canción del año y Mejor canción country, 10 años después de su lanzamiento original.
Christopher también coescribió la canción de 1974 "If You Talk in Your Sleep" para Elvis Presley con Red West .
Desde 2014, se encuentra retirado de la industria musical.